# Nanshiungosaurus
Nanshiungosaurus (que significa "lagarto de Nanxiong") é um gênero de terizinossauro que viveu no que hoje é a Ásia durante o Cretáceo Superior do sul da China. A espécie-tipo, Nanshiungosaurus brevispinus, foi descoberta em 1974 e descrita em 1979 por Dong Zhiming. É representado por um único espécime preservando a maior parte das vértebras cervicais e dorsais com a pelve. Uma suposta e improvável segunda espécie, "Nanshiungosaurus" bohlini, foi encontrada em 1992 e descrita em 1997. Também é representada por vértebras, mas esta espécie, no entanto, difere em idade geológica e carece de características autênticas em relação ao tipo, tornando sua afinidade com o gênero não suportado.
Era um terizinossaurídeo de grande porte que se estima ter uma cobertura de quase 5 m de comprimento e pesava cerca de 907 kg. Nanshiungosaurus tinha uma coluna vertebral muito pneumatizada com as vértebras cervicais posteriores do pescoço longo sendo incomumente robustas e ligeiramente mais alongadas que as dorsais. Foi equipado com um torso largo como visto na pélvis volumosa. Quanto a outros terizinossaurídeos, tinha um bico queratinoso usado na alimentação, pés atarracados com quatro dedos de suporte de peso e grandes garras achatadas.

## Descoberta

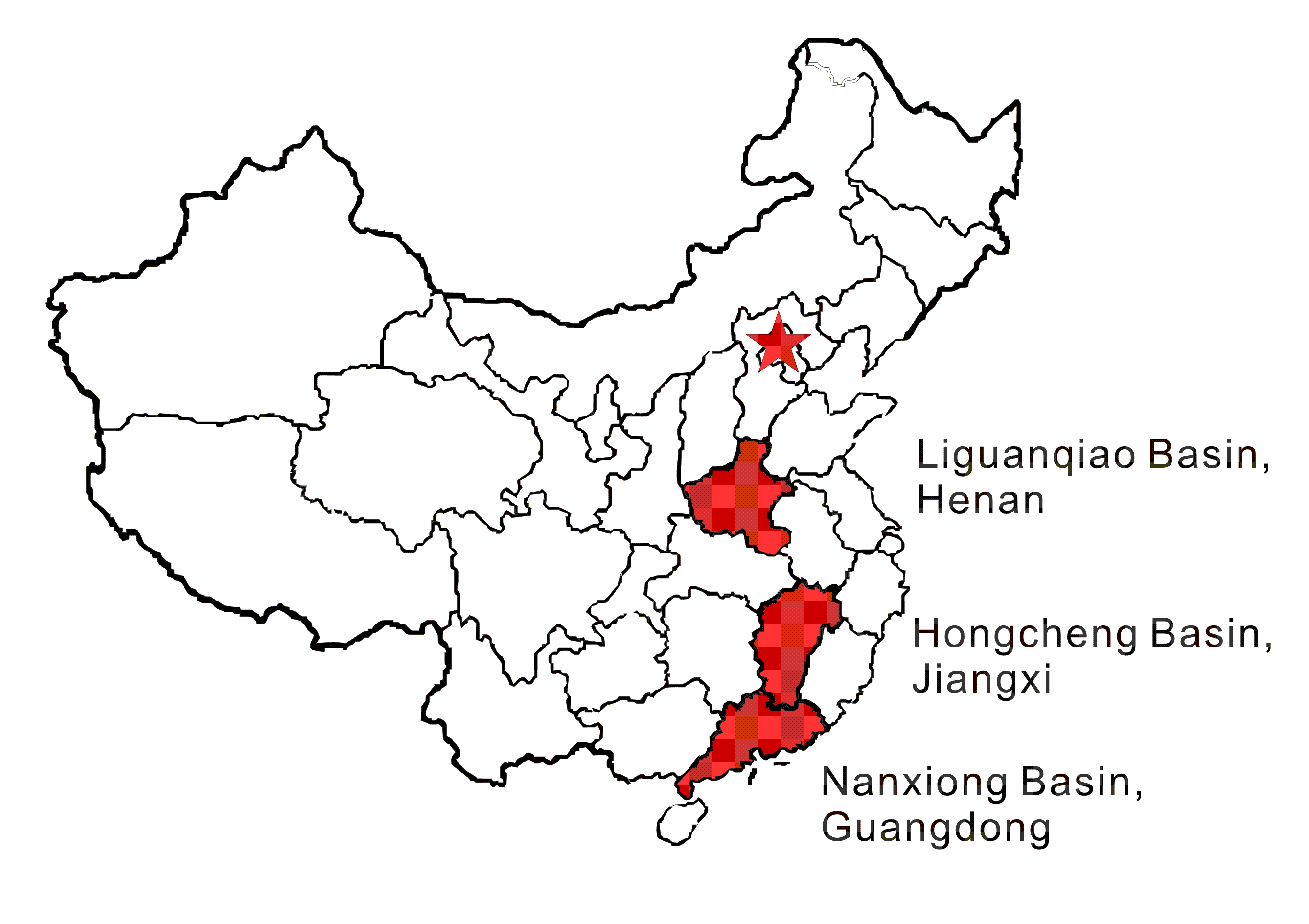
Bacias fossílifereas na China. O holótipo de Nanshiungosaurus foi descoberto na Bacia de Nanxiong

Em 1974, durante uma expedição geológica na Bacia de Nanxiong liderada pelo Instituto de Paleontologia de Vertebrados e Paleoantropologia, vários restos fossilizados de dinossauros foram descobertos pela equipe. Perto da aldeia de Dapingcun na Formação Nanxiong, província de Guangdong, um esqueleto relativamente grande e parcial foi encontrado em articulação que remonta ao Cretáceo Superior. O espécime foi rotulado sob o número IVPP V4731 e consistia em 12 vértebras cervicais (sem o atlas), 10 dorsais, 5 (na verdade 6) sacrais e as primeiras vértebras caudais com uma pelve volumosa quase completa, faltando apenas o ílio e o ísquio direitos. Mais tarde, em 1979, o espécime foi formalmente descrito pelo paleontólogo chinês Dong Zhiming e usado como base para o novo gênero e espécie Nanshiungosaurus brevispinus. O nome genérico, Nanshiungosaurus, refere-se ao local de proveniência da cidade de Nanxiong e é derivado do grego σαῦρος (sauros, que significa lagarto). Por fim, o nome específico, brevispinus, é derivado do latim brevis e spina (que significa curto e espinha, respectivamente) em referência às espinhas vertebrais relativamente curtas. Quando descrito pela primeira vez, Dong erroneamente pensou que o espécime fosse um saurópode titanossauro anão e estranho caracterizado por um pescoço mais curto, mas mais grosso do que outros saurópodes com base na estrutura da pelve.
Em 1997, Dong Zhiming e You Hailu nomearam e descreveram uma suposta segunda espécie: "Nanshiungosaurus" bohlini, com base em um esqueleto encontrado em 1992 perto de Mazongshan. Consiste em 11 vértebras cervicais e 5 dorsais com algumas costelas. O espécime está catalogado como IVPP V11116 proveniente do Cretáceo Inferior, Grupo Xinminbao Superior. Além disso, eles cunharam o Nanshiungosauridae para conter "ambas as espécies". Dong e Yu não apresentaram nenhuma evidência ou argumentação apoiando a atribuição da espécie ao Nanshiungosaurus. Em 2010, a paleontóloga norte-americana Lindsay Zanno considerou este encaminhamento altamente improvável desde "N". bohlini data dos estágios Barremiano-Aptiano e, em vista da falta de sinapomorfias, ela considerou que a suposta segunda espécie não está relacionada ao Nanshiungosaurus e pode justificar seu próprio gênero. Além disso, ela corrigiu o número de vértebras sacrais de 5 para 6 e observou que o holótipo da pelve desta última sofreu danos desde a coleta e foi reconstruído com gesso pintado nas áreas afetadas. Além disso, os restos de "N". bohlini foram recuperados dos leitos vermelhos inferiores da Formação Zhonggou na Bacia de Gongpoquan, um contexto geológico completamente diferente. Como consenso geral, este espécime duvidoso não é mais considerado relacionado ao Nanshiungosaurus.

## Descrição

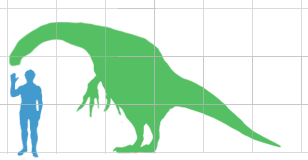
Tamanho comparado ao humano

Nanshiungosaurus era um terizinossauro de corpo relativamente grande, estimado em 5 m de comprimento pesando 907 kg. Esse táxon pode ser diferenciado pela posse de vértebras cervicais posteriores atarracadas, côncavas em seus lados posteriores. Como outros terizinossaurídeos derivados (avançados), o Nanshiungosaurus era um animal barrigudo que tinha uma construção forte composta de membros posteriores robustos com um pé de quadro dedos funcionais. Os braços terminavam em grandes garras recurvadas que eram achatadas lado a lado. Embora o espécime do holótipo não tenha material craniano, os elementos preservados nos terizinossauros Erlikosaurus e Segnosaurus indicam que ele tinha um crânio relativamente pequeno com dentes grosseiramente serrilhados e desenvolveu uma bico queratinoso proeminente.

### Coluna vertebral

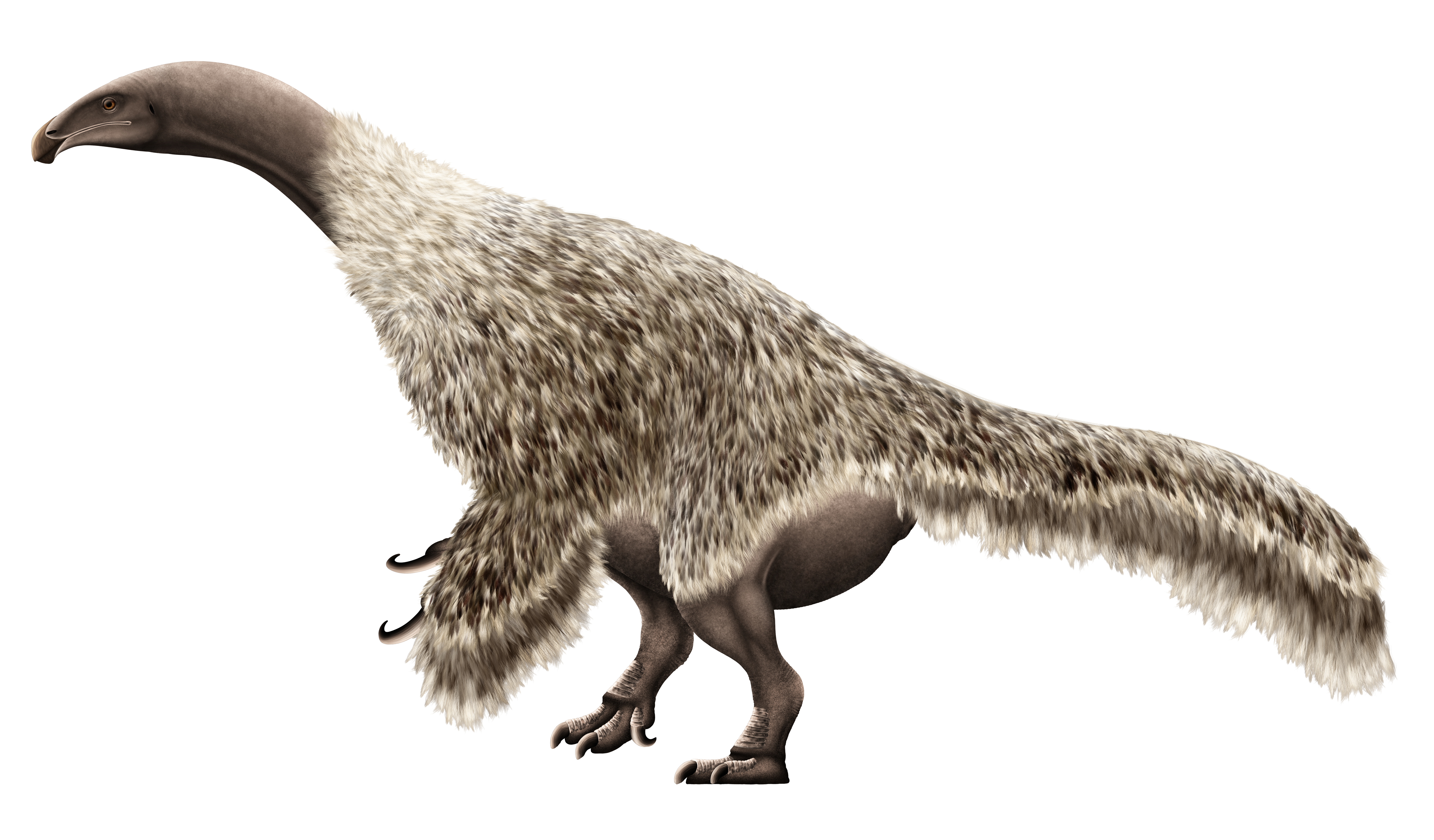
Representação do animal em vida

A maioria dos cervicais tem arcos neurais relativamente curtos, mas nos dorsais eles são mais alongados. O eixo está bem preservado e tem um comprimento de 13,5 cm (135 mm) com centros de platycoelus (ligeiramente côncavos em ambas as extremidades). Seu processo odontóide é fundido com a faceta anterior do centro e possui uma depressão romba na área inferior para se articular com o centro do atlas. O arco neural é estreito, a espinha neural tem orientação posterior e possui facetas arredondadas que se conectam com os processos articulares posteriores do atlantal (projeções ósseas). O processo capitular anterior é comprimido (achatado) com algum grau de espessura e se estende da parte inferior para as laterais para ser fundido com o capítulo nas costelas. Como na maioria dos cervicais, os arcos neurais e as espinhas são curtas, os processos articulares anteriores são fortemente desenvolvidos nessa direção e os lobos anteriores das diapófises (projeções ósseas para os lados laterais) estendem-se para as direções inferior e lateral para se articular com os tubérculos. A sétima e oitava das vertebras cervicais são as mais longas, com 18 cm (180 mm) de centros de comprimento e posterior a eles, o tamanho vertebral se estreita ligeiramente. Na maioria dos cervicais posteriores, os centros são côncavos nas laterais com sulcos posteriores rasos.

## Classificação
Nanshiungosaurus apresenta vários traços terizinossaurídeos, como uma pelve ofistopúbica, lâmina ilíaca alongada e um processo obturador expandido. Em sua análise filogenética, Zanno recuperou este táxon como um terizinossauro derivado mais próximo de Nothronychus e Segnosaurus. A colocação do terizinossauro do Nanshiungosaurus foi amplamente seguida e corroborada pela maioria das análises cladísticas. A extensa análise filogenética conduzida por Hartman e colegas em 2019 com base na análise de Zanno de 2010, recupera o Nanshiungosaurus em uma posição mais derivada do que o Neimongosaurus ou Therizinosaurus. Abaixo estão os resultados obtidos:
|  | Neimongosaurus                                                   |
|  |                                                                  |
|  | \| \| Therizinosaurus \| \| \| \| \| \| Erliansaurus \| \| \| \| |
|  |                                                                  |
|  | Therizinosaurus                                                  |
|  |                                                                  |
|  | Erliansaurus                                                     |
|  |                                                                  |

|  | Therizinosaurus |
|  |                 |
|  | Erliansaurus    |
|  |                 |

|  | Neimongosaurus                                                   |
|  |                                                                  |
|  | \| \| Therizinosaurus \| \| \| \| \| \| Erliansaurus \| \| \| \| |
|  |                                                                  |
|  | Therizinosaurus                                                  |
|  |                                                                  |
|  | Erliansaurus                                                     |
|  |                                                                  |

|  | Therizinosaurus |
|  |                 |
|  | Erliansaurus    |
|  |                 |

|  | Segnosaurus |
|  |             |
|  | AMNH 6368   |
|  |             |

|  | Erlikosaurus                                                                         |
|  |                                                                                      |
|  | \| \| "Nanshiungosaurus" bohlini \| \| \| \| \| \| Nothronychus graffami \| \| \| \| |
|  |                                                                                      |
|  | "Nanshiungosaurus" bohlini                                                           |
|  |                                                                                      |
|  | Nothronychus graffami                                                                |
|  |                                                                                      |

|  | "Nanshiungosaurus" bohlini |
|  |                            |
|  | Nothronychus graffami      |
|  |                            |

|  | Erlikosaurus                                                                         |
|  |                                                                                      |
|  | \| \| "Nanshiungosaurus" bohlini \| \| \| \| \| \| Nothronychus graffami \| \| \| \| |
|  |                                                                                      |
|  | "Nanshiungosaurus" bohlini                                                           |
|  |                                                                                      |
|  | Nothronychus graffami                                                                |
|  |                                                                                      |

|  | "Nanshiungosaurus" bohlini |
|  |                            |
|  | Nothronychus graffami      |
|  |                            |

|  | Erlikosaurus                                                                         |
|  |                                                                                      |
|  | \| \| "Nanshiungosaurus" bohlini \| \| \| \| \| \| Nothronychus graffami \| \| \| \| |
|  |                                                                                      |
|  | "Nanshiungosaurus" bohlini                                                           |
|  |                                                                                      |
|  | Nothronychus graffami                                                                |
|  |                                                                                      |

|  | "Nanshiungosaurus" bohlini |
|  |                            |
|  | Nothronychus graffami      |
|  |                            |

|  | Erlikosaurus                                                                         |
|  |                                                                                      |
|  | \| \| "Nanshiungosaurus" bohlini \| \| \| \| \| \| Nothronychus graffami \| \| \| \| |
|  |                                                                                      |
|  | "Nanshiungosaurus" bohlini                                                           |
|  |                                                                                      |
|  | Nothronychus graffami                                                                |
|  |                                                                                      |

|  | "Nanshiungosaurus" bohlini |
|  |                            |
|  | Nothronychus graffami      |
|  |                            |

|  | Segnosaurus |
|  |             |
|  | AMNH 6368   |
|  |             |

|  | Erlikosaurus                                                                         |
|  |                                                                                      |
|  | \| \| "Nanshiungosaurus" bohlini \| \| \| \| \| \| Nothronychus graffami \| \| \| \| |
|  |                                                                                      |
|  | "Nanshiungosaurus" bohlini                                                           |
|  |                                                                                      |
|  | Nothronychus graffami                                                                |
|  |                                                                                      |

|  | "Nanshiungosaurus" bohlini |
|  |                            |
|  | Nothronychus graffami      |
|  |                            |

|  | Erlikosaurus                                                                         |
|  |                                                                                      |
|  | \| \| "Nanshiungosaurus" bohlini \| \| \| \| \| \| Nothronychus graffami \| \| \| \| |
|  |                                                                                      |
|  | "Nanshiungosaurus" bohlini                                                           |
|  |                                                                                      |
|  | Nothronychus graffami                                                                |
|  |                                                                                      |

|  | "Nanshiungosaurus" bohlini |
|  |                            |
|  | Nothronychus graffami      |
|  |                            |

|  | Erlikosaurus                                                                         |
|  |                                                                                      |
|  | \| \| "Nanshiungosaurus" bohlini \| \| \| \| \| \| Nothronychus graffami \| \| \| \| |
|  |                                                                                      |
|  | "Nanshiungosaurus" bohlini                                                           |
|  |                                                                                      |
|  | Nothronychus graffami                                                                |
|  |                                                                                      |

|  | "Nanshiungosaurus" bohlini |
|  |                            |
|  | Nothronychus graffami      |
|  |                            |

|  | Erlikosaurus                                                                         |
|  |                                                                                      |
|  | \| \| "Nanshiungosaurus" bohlini \| \| \| \| \| \| Nothronychus graffami \| \| \| \| |
|  |                                                                                      |
|  | "Nanshiungosaurus" bohlini                                                           |
|  |                                                                                      |
|  | Nothronychus graffami                                                                |
|  |                                                                                      |

|  | "Nanshiungosaurus" bohlini |
|  |                            |
|  | Nothronychus graffami      |
|  |                            |

|  | Segnosaurus |
|  |             |
|  | AMNH 6368   |
|  |             |

|  | Erlikosaurus                                                                         |
|  |                                                                                      |
|  | \| \| "Nanshiungosaurus" bohlini \| \| \| \| \| \| Nothronychus graffami \| \| \| \| |
|  |                                                                                      |
|  | "Nanshiungosaurus" bohlini                                                           |
|  |                                                                                      |
|  | Nothronychus graffami                                                                |
|  |                                                                                      |

|  | "Nanshiungosaurus" bohlini |
|  |                            |
|  | Nothronychus graffami      |
|  |                            |

|  | Erlikosaurus                                                                         |
|  |                                                                                      |
|  | \| \| "Nanshiungosaurus" bohlini \| \| \| \| \| \| Nothronychus graffami \| \| \| \| |
|  |                                                                                      |
|  | "Nanshiungosaurus" bohlini                                                           |
|  |                                                                                      |
|  | Nothronychus graffami                                                                |
|  |                                                                                      |

|  | "Nanshiungosaurus" bohlini |
|  |                            |
|  | Nothronychus graffami      |
|  |                            |

|  | Erlikosaurus                                                                         |
|  |                                                                                      |
|  | \| \| "Nanshiungosaurus" bohlini \| \| \| \| \| \| Nothronychus graffami \| \| \| \| |
|  |                                                                                      |
|  | "Nanshiungosaurus" bohlini                                                           |
|  |                                                                                      |
|  | Nothronychus graffami                                                                |
|  |                                                                                      |

|  | "Nanshiungosaurus" bohlini |
|  |                            |
|  | Nothronychus graffami      |
|  |                            |

|  | Erlikosaurus                                                                         |
|  |                                                                                      |
|  | \| \| "Nanshiungosaurus" bohlini \| \| \| \| \| \| Nothronychus graffami \| \| \| \| |
|  |                                                                                      |
|  | "Nanshiungosaurus" bohlini                                                           |
|  |                                                                                      |
|  | Nothronychus graffami                                                                |
|  |                                                                                      |

|  | "Nanshiungosaurus" bohlini |
|  |                            |
|  | Nothronychus graffami      |
|  |                            |

|  | Segnosaurus |
|  |             |
|  | AMNH 6368   |
|  |             |

|  | Erlikosaurus                                                                         |
|  |                                                                                      |
|  | \| \| "Nanshiungosaurus" bohlini \| \| \| \| \| \| Nothronychus graffami \| \| \| \| |
|  |                                                                                      |
|  | "Nanshiungosaurus" bohlini                                                           |
|  |                                                                                      |
|  | Nothronychus graffami                                                                |
|  |                                                                                      |

|  | "Nanshiungosaurus" bohlini |
|  |                            |
|  | Nothronychus graffami      |
|  |                            |

|  | Erlikosaurus                                                                         |
|  |                                                                                      |
|  | \| \| "Nanshiungosaurus" bohlini \| \| \| \| \| \| Nothronychus graffami \| \| \| \| |
|  |                                                                                      |
|  | "Nanshiungosaurus" bohlini                                                           |
|  |                                                                                      |
|  | Nothronychus graffami                                                                |
|  |                                                                                      |

|  | "Nanshiungosaurus" bohlini |
|  |                            |
|  | Nothronychus graffami      |
|  |                            |

|  | Erlikosaurus                                                                         |
|  |                                                                                      |
|  | \| \| "Nanshiungosaurus" bohlini \| \| \| \| \| \| Nothronychus graffami \| \| \| \| |
|  |                                                                                      |
|  | "Nanshiungosaurus" bohlini                                                           |
|  |                                                                                      |
|  | Nothronychus graffami                                                                |
|  |                                                                                      |

|  | "Nanshiungosaurus" bohlini |
|  |                            |
|  | Nothronychus graffami      |
|  |                            |

|  | Erlikosaurus                                                                         |
|  |                                                                                      |
|  | \| \| "Nanshiungosaurus" bohlini \| \| \| \| \| \| Nothronychus graffami \| \| \| \| |
|  |                                                                                      |
|  | "Nanshiungosaurus" bohlini                                                           |
|  |                                                                                      |
|  | Nothronychus graffami                                                                |
|  |                                                                                      |

|  | "Nanshiungosaurus" bohlini |
|  |                            |
|  | Nothronychus graffami      |
|  |                            |

|  | Segnosaurus |
|  |             |
|  | AMNH 6368   |
|  |             |

|  | Erlikosaurus                                                                         |
|  |                                                                                      |
|  | \| \| "Nanshiungosaurus" bohlini \| \| \| \| \| \| Nothronychus graffami \| \| \| \| |
|  |                                                                                      |
|  | "Nanshiungosaurus" bohlini                                                           |
|  |                                                                                      |
|  | Nothronychus graffami                                                                |
|  |                                                                                      |

|  | "Nanshiungosaurus" bohlini |
|  |                            |
|  | Nothronychus graffami      |
|  |                            |

|  | Erlikosaurus                                                                         |
|  |                                                                                      |
|  | \| \| "Nanshiungosaurus" bohlini \| \| \| \| \| \| Nothronychus graffami \| \| \| \| |
|  |                                                                                      |
|  | "Nanshiungosaurus" bohlini                                                           |
|  |                                                                                      |
|  | Nothronychus graffami                                                                |
|  |                                                                                      |

|  | "Nanshiungosaurus" bohlini |
|  |                            |
|  | Nothronychus graffami      |
|  |                            |

|  | Erlikosaurus                                                                         |
|  |                                                                                      |
|  | \| \| "Nanshiungosaurus" bohlini \| \| \| \| \| \| Nothronychus graffami \| \| \| \| |
|  |                                                                                      |
|  | "Nanshiungosaurus" bohlini                                                           |
|  |                                                                                      |
|  | Nothronychus graffami                                                                |
|  |                                                                                      |

|  | "Nanshiungosaurus" bohlini |
|  |                            |
|  | Nothronychus graffami      |
|  |                            |

|  | Erlikosaurus                                                                         |
|  |                                                                                      |
|  | \| \| "Nanshiungosaurus" bohlini \| \| \| \| \| \| Nothronychus graffami \| \| \| \| |
|  |                                                                                      |
|  | "Nanshiungosaurus" bohlini                                                           |
|  |                                                                                      |
|  | Nothronychus graffami                                                                |
|  |                                                                                      |

|  | "Nanshiungosaurus" bohlini |
|  |                            |
|  | Nothronychus graffami      |
|  |                            |

|  | Segnosaurus |
|  |             |
|  | AMNH 6368   |
|  |             |

|  | Erlikosaurus                                                                         |
|  |                                                                                      |
|  | \| \| "Nanshiungosaurus" bohlini \| \| \| \| \| \| Nothronychus graffami \| \| \| \| |
|  |                                                                                      |
|  | "Nanshiungosaurus" bohlini                                                           |
|  |                                                                                      |
|  | Nothronychus graffami                                                                |
|  |                                                                                      |

|  | "Nanshiungosaurus" bohlini |
|  |                            |
|  | Nothronychus graffami      |
|  |                            |

|  | Erlikosaurus                                                                         |
|  |                                                                                      |
|  | \| \| "Nanshiungosaurus" bohlini \| \| \| \| \| \| Nothronychus graffami \| \| \| \| |
|  |                                                                                      |
|  | "Nanshiungosaurus" bohlini                                                           |
|  |                                                                                      |
|  | Nothronychus graffami                                                                |
|  |                                                                                      |

|  | "Nanshiungosaurus" bohlini |
|  |                            |
|  | Nothronychus graffami      |
|  |                            |

|  | Erlikosaurus                                                                         |
|  |                                                                                      |
|  | \| \| "Nanshiungosaurus" bohlini \| \| \| \| \| \| Nothronychus graffami \| \| \| \| |
|  |                                                                                      |
|  | "Nanshiungosaurus" bohlini                                                           |
|  |                                                                                      |
|  | Nothronychus graffami                                                                |
|  |                                                                                      |

|  | "Nanshiungosaurus" bohlini |
|  |                            |
|  | Nothronychus graffami      |
|  |                            |

|  | Erlikosaurus                                                                         |
|  |                                                                                      |
|  | \| \| "Nanshiungosaurus" bohlini \| \| \| \| \| \| Nothronychus graffami \| \| \| \| |
|  |                                                                                      |
|  | "Nanshiungosaurus" bohlini                                                           |
|  |                                                                                      |
|  | Nothronychus graffami                                                                |
|  |                                                                                      |

|  | "Nanshiungosaurus" bohlini |
|  |                            |
|  | Nothronychus graffami      |
|  |                            |

|  | Segnosaurus |
|  |             |
|  | AMNH 6368   |
|  |             |

|  | Erlikosaurus                                                                         |
|  |                                                                                      |
|  | \| \| "Nanshiungosaurus" bohlini \| \| \| \| \| \| Nothronychus graffami \| \| \| \| |
|  |                                                                                      |
|  | "Nanshiungosaurus" bohlini                                                           |
|  |                                                                                      |
|  | Nothronychus graffami                                                                |
|  |                                                                                      |

|  | "Nanshiungosaurus" bohlini |
|  |                            |
|  | Nothronychus graffami      |
|  |                            |

|  | Erlikosaurus                                                                         |
|  |                                                                                      |
|  | \| \| "Nanshiungosaurus" bohlini \| \| \| \| \| \| Nothronychus graffami \| \| \| \| |
|  |                                                                                      |
|  | "Nanshiungosaurus" bohlini                                                           |
|  |                                                                                      |
|  | Nothronychus graffami                                                                |
|  |                                                                                      |

|  | "Nanshiungosaurus" bohlini |
|  |                            |
|  | Nothronychus graffami      |
|  |                            |

|  | Erlikosaurus                                                                         |
|  |                                                                                      |
|  | \| \| "Nanshiungosaurus" bohlini \| \| \| \| \| \| Nothronychus graffami \| \| \| \| |
|  |                                                                                      |
|  | "Nanshiungosaurus" bohlini                                                           |
|  |                                                                                      |
|  | Nothronychus graffami                                                                |
|  |                                                                                      |

|  | "Nanshiungosaurus" bohlini |
|  |                            |
|  | Nothronychus graffami      |
|  |                            |

|  | Erlikosaurus                                                                         |
|  |                                                                                      |
|  | \| \| "Nanshiungosaurus" bohlini \| \| \| \| \| \| Nothronychus graffami \| \| \| \| |
|  |                                                                                      |
|  | "Nanshiungosaurus" bohlini                                                           |
|  |                                                                                      |
|  | Nothronychus graffami                                                                |
|  |                                                                                      |

|  | "Nanshiungosaurus" bohlini |
|  |                            |
|  | Nothronychus graffami      |
|  |                            |

|  | Segnosaurus |
|  |             |
|  | AMNH 6368   |
|  |             |

|  | Erlikosaurus                                                                         |
|  |                                                                                      |
|  | \| \| "Nanshiungosaurus" bohlini \| \| \| \| \| \| Nothronychus graffami \| \| \| \| |
|  |                                                                                      |
|  | "Nanshiungosaurus" bohlini                                                           |
|  |                                                                                      |
|  | Nothronychus graffami                                                                |
|  |                                                                                      |

|  | "Nanshiungosaurus" bohlini |
|  |                            |
|  | Nothronychus graffami      |
|  |                            |

|  | Erlikosaurus                                                                         |
|  |                                                                                      |
|  | \| \| "Nanshiungosaurus" bohlini \| \| \| \| \| \| Nothronychus graffami \| \| \| \| |
|  |                                                                                      |
|  | "Nanshiungosaurus" bohlini                                                           |
|  |                                                                                      |
|  | Nothronychus graffami                                                                |
|  |                                                                                      |

|  | "Nanshiungosaurus" bohlini |
|  |                            |
|  | Nothronychus graffami      |
|  |                            |

|  | Erlikosaurus                                                                         |
|  |                                                                                      |
|  | \| \| "Nanshiungosaurus" bohlini \| \| \| \| \| \| Nothronychus graffami \| \| \| \| |
|  |                                                                                      |
|  | "Nanshiungosaurus" bohlini                                                           |
|  |                                                                                      |
|  | Nothronychus graffami                                                                |
|  |                                                                                      |

|  | "Nanshiungosaurus" bohlini |
|  |                            |
|  | Nothronychus graffami      |
|  |                            |

|  | Erlikosaurus                                                                         |
|  |                                                                                      |
|  | \| \| "Nanshiungosaurus" bohlini \| \| \| \| \| \| Nothronychus graffami \| \| \| \| |
|  |                                                                                      |
|  | "Nanshiungosaurus" bohlini                                                           |
|  |                                                                                      |
|  | Nothronychus graffami                                                                |
|  |                                                                                      |

|  | "Nanshiungosaurus" bohlini |
|  |                            |
|  | Nothronychus graffami      |
|  |                            |

|  | Neimongosaurus                                                   |
|  |                                                                  |
|  | \| \| Therizinosaurus \| \| \| \| \| \| Erliansaurus \| \| \| \| |
|  |                                                                  |
|  | Therizinosaurus                                                  |
|  |                                                                  |
|  | Erliansaurus                                                     |
|  |                                                                  |

|  | Therizinosaurus |
|  |                 |
|  | Erliansaurus    |
|  |                 |

|  | Neimongosaurus                                                   |
|  |                                                                  |
|  | \| \| Therizinosaurus \| \| \| \| \| \| Erliansaurus \| \| \| \| |
|  |                                                                  |
|  | Therizinosaurus                                                  |
|  |                                                                  |
|  | Erliansaurus                                                     |
|  |                                                                  |

|  | Therizinosaurus |
|  |                 |
|  | Erliansaurus    |
|  |                 |

|  | Segnosaurus |
|  |             |
|  | AMNH 6368   |
|  |             |

|  | Erlikosaurus                                                                         |
|  |                                                                                      |
|  | \| \| "Nanshiungosaurus" bohlini \| \| \| \| \| \| Nothronychus graffami \| \| \| \| |
|  |                                                                                      |
|  | "Nanshiungosaurus" bohlini                                                           |
|  |                                                                                      |
|  | Nothronychus graffami                                                                |
|  |                                                                                      |

|  | "Nanshiungosaurus" bohlini |
|  |                            |
|  | Nothronychus graffami      |
|  |                            |

|  | Erlikosaurus                                                                         |
|  |                                                                                      |
|  | \| \| "Nanshiungosaurus" bohlini \| \| \| \| \| \| Nothronychus graffami \| \| \| \| |
|  |                                                                                      |
|  | "Nanshiungosaurus" bohlini                                                           |
|  |                                                                                      |
|  | Nothronychus graffami                                                                |
|  |                                                                                      |

|  | "Nanshiungosaurus" bohlini |
|  |                            |
|  | Nothronychus graffami      |
|  |                            |

|  | Erlikosaurus                                                                         |
|  |                                                                                      |
|  | \| \| "Nanshiungosaurus" bohlini \| \| \| \| \| \| Nothronychus graffami \| \| \| \| |
|  |                                                                                      |
|  | "Nanshiungosaurus" bohlini                                                           |
|  |                                                                                      |
|  | Nothronychus graffami                                                                |
|  |                                                                                      |

|  | "Nanshiungosaurus" bohlini |
|  |                            |
|  | Nothronychus graffami      |
|  |                            |

|  | Erlikosaurus                                                                         |
|  |                                                                                      |
|  | \| \| "Nanshiungosaurus" bohlini \| \| \| \| \| \| Nothronychus graffami \| \| \| \| |
|  |                                                                                      |
|  | "Nanshiungosaurus" bohlini                                                           |
|  |                                                                                      |
|  | Nothronychus graffami                                                                |
|  |                                                                                      |

|  | "Nanshiungosaurus" bohlini |
|  |                            |
|  | Nothronychus graffami      |
|  |                            |

|  | Segnosaurus |
|  |             |
|  | AMNH 6368   |
|  |             |

|  | Erlikosaurus                                                                         |
|  |                                                                                      |
|  | \| \| "Nanshiungosaurus" bohlini \| \| \| \| \| \| Nothronychus graffami \| \| \| \| |
|  |                                                                                      |
|  | "Nanshiungosaurus" bohlini                                                           |
|  |                                                                                      |
|  | Nothronychus graffami                                                                |
|  |                                                                                      |

|  | "Nanshiungosaurus" bohlini |
|  |                            |
|  | Nothronychus graffami      |
|  |                            |

|  | Erlikosaurus                                                                         |
|  |                                                                                      |
|  | \| \| "Nanshiungosaurus" bohlini \| \| \| \| \| \| Nothronychus graffami \| \| \| \| |
|  |                                                                                      |
|  | "Nanshiungosaurus" bohlini                                                           |
|  |                                                                                      |
|  | Nothronychus graffami                                                                |
|  |                                                                                      |

|  | "Nanshiungosaurus" bohlini |
|  |                            |
|  | Nothronychus graffami      |
|  |                            |

|  | Erlikosaurus                                                                         |
|  |                                                                                      |
|  | \| \| "Nanshiungosaurus" bohlini \| \| \| \| \| \| Nothronychus graffami \| \| \| \| |
|  |                                                                                      |
|  | "Nanshiungosaurus" bohlini                                                           |
|  |                                                                                      |
|  | Nothronychus graffami                                                                |
|  |                                                                                      |

|  | "Nanshiungosaurus" bohlini |
|  |                            |
|  | Nothronychus graffami      |
|  |                            |

|  | Erlikosaurus                                                                         |
|  |                                                                                      |
|  | \| \| "Nanshiungosaurus" bohlini \| \| \| \| \| \| Nothronychus graffami \| \| \| \| |
|  |                                                                                      |
|  | "Nanshiungosaurus" bohlini                                                           |
|  |                                                                                      |
|  | Nothronychus graffami                                                                |
|  |                                                                                      |

|  | "Nanshiungosaurus" bohlini |
|  |                            |
|  | Nothronychus graffami      |
|  |                            |

|  | Segnosaurus |
|  |             |
|  | AMNH 6368   |
|  |             |

|  | Erlikosaurus                                                                         |
|  |                                                                                      |
|  | \| \| "Nanshiungosaurus" bohlini \| \| \| \| \| \| Nothronychus graffami \| \| \| \| |
|  |                                                                                      |
|  | "Nanshiungosaurus" bohlini                                                           |
|  |                                                                                      |
|  | Nothronychus graffami                                                                |
|  |                                                                                      |

|  | "Nanshiungosaurus" bohlini |
|  |                            |
|  | Nothronychus graffami      |
|  |                            |

|  | Erlikosaurus                                                                         |
|  |                                                                                      |
|  | \| \| "Nanshiungosaurus" bohlini \| \| \| \| \| \| Nothronychus graffami \| \| \| \| |
|  |                                                                                      |
|  | "Nanshiungosaurus" bohlini                                                           |
|  |                                                                                      |
|  | Nothronychus graffami                                                                |
|  |                                                                                      |

|  | "Nanshiungosaurus" bohlini |
|  |                            |
|  | Nothronychus graffami      |
|  |                            |

|  | Erlikosaurus                                                                         |
|  |                                                                                      |
|  | \| \| "Nanshiungosaurus" bohlini \| \| \| \| \| \| Nothronychus graffami \| \| \| \| |
|  |                                                                                      |
|  | "Nanshiungosaurus" bohlini                                                           |
|  |                                                                                      |
|  | Nothronychus graffami                                                                |
|  |                                                                                      |

|  | "Nanshiungosaurus" bohlini |
|  |                            |
|  | Nothronychus graffami      |
|  |                            |

|  | Erlikosaurus                                                                         |
|  |                                                                                      |
|  | \| \| "Nanshiungosaurus" bohlini \| \| \| \| \| \| Nothronychus graffami \| \| \| \| |
|  |                                                                                      |
|  | "Nanshiungosaurus" bohlini                                                           |
|  |                                                                                      |
|  | Nothronychus graffami                                                                |
|  |                                                                                      |

|  | "Nanshiungosaurus" bohlini |
|  |                            |
|  | Nothronychus graffami      |
|  |                            |

|  | Segnosaurus |
|  |             |
|  | AMNH 6368   |
|  |             |

|  | Erlikosaurus                                                                         |
|  |                                                                                      |
|  | \| \| "Nanshiungosaurus" bohlini \| \| \| \| \| \| Nothronychus graffami \| \| \| \| |
|  |                                                                                      |
|  | "Nanshiungosaurus" bohlini                                                           |
|  |                                                                                      |
|  | Nothronychus graffami                                                                |
|  |                                                                                      |

|  | "Nanshiungosaurus" bohlini |
|  |                            |
|  | Nothronychus graffami      |
|  |                            |

|  | Erlikosaurus                                                                         |
|  |                                                                                      |
|  | \| \| "Nanshiungosaurus" bohlini \| \| \| \| \| \| Nothronychus graffami \| \| \| \| |
|  |                                                                                      |
|  | "Nanshiungosaurus" bohlini                                                           |
|  |                                                                                      |
|  | Nothronychus graffami                                                                |
|  |                                                                                      |

|  | "Nanshiungosaurus" bohlini |
|  |                            |
|  | Nothronychus graffami      |
|  |                            |

|  | Erlikosaurus                                                                         |
|  |                                                                                      |
|  | \| \| "Nanshiungosaurus" bohlini \| \| \| \| \| \| Nothronychus graffami \| \| \| \| |
|  |                                                                                      |
|  | "Nanshiungosaurus" bohlini                                                           |
|  |                                                                                      |
|  | Nothronychus graffami                                                                |
|  |                                                                                      |

|  | "Nanshiungosaurus" bohlini |
|  |                            |
|  | Nothronychus graffami      |
|  |                            |

|  | Erlikosaurus                                                                         |
|  |                                                                                      |
|  | \| \| "Nanshiungosaurus" bohlini \| \| \| \| \| \| Nothronychus graffami \| \| \| \| |
|  |                                                                                      |
|  | "Nanshiungosaurus" bohlini                                                           |
|  |                                                                                      |
|  | Nothronychus graffami                                                                |
|  |                                                                                      |

|  | "Nanshiungosaurus" bohlini |
|  |                            |
|  | Nothronychus graffami      |
|  |                            |

|  | Segnosaurus |
|  |             |
|  | AMNH 6368   |
|  |             |

|  | Erlikosaurus                                                                         |
|  |                                                                                      |
|  | \| \| "Nanshiungosaurus" bohlini \| \| \| \| \| \| Nothronychus graffami \| \| \| \| |
|  |                                                                                      |
|  | "Nanshiungosaurus" bohlini                                                           |
|  |                                                                                      |
|  | Nothronychus graffami                                                                |
|  |                                                                                      |

|  | "Nanshiungosaurus" bohlini |
|  |                            |
|  | Nothronychus graffami      |
|  |                            |

|  | Erlikosaurus                                                                         |
|  |                                                                                      |
|  | \| \| "Nanshiungosaurus" bohlini \| \| \| \| \| \| Nothronychus graffami \| \| \| \| |
|  |                                                                                      |
|  | "Nanshiungosaurus" bohlini                                                           |
|  |                                                                                      |
|  | Nothronychus graffami                                                                |
|  |                                                                                      |

|  | "Nanshiungosaurus" bohlini |
|  |                            |
|  | Nothronychus graffami      |
|  |                            |

|  | Erlikosaurus                                                                         |
|  |                                                                                      |
|  | \| \| "Nanshiungosaurus" bohlini \| \| \| \| \| \| Nothronychus graffami \| \| \| \| |
|  |                                                                                      |
|  | "Nanshiungosaurus" bohlini                                                           |
|  |                                                                                      |
|  | Nothronychus graffami                                                                |
|  |                                                                                      |

|  | "Nanshiungosaurus" bohlini |
|  |                            |
|  | Nothronychus graffami      |
|  |                            |

|  | Erlikosaurus                                                                         |
|  |                                                                                      |
|  | \| \| "Nanshiungosaurus" bohlini \| \| \| \| \| \| Nothronychus graffami \| \| \| \| |
|  |                                                                                      |
|  | "Nanshiungosaurus" bohlini                                                           |
|  |                                                                                      |
|  | Nothronychus graffami                                                                |
|  |                                                                                      |

|  | "Nanshiungosaurus" bohlini |
|  |                            |
|  | Nothronychus graffami      |
|  |                            |

|  | Segnosaurus |
|  |             |
|  | AMNH 6368   |
|  |             |

|  | Erlikosaurus                                                                         |
|  |                                                                                      |
|  | \| \| "Nanshiungosaurus" bohlini \| \| \| \| \| \| Nothronychus graffami \| \| \| \| |
|  |                                                                                      |
|  | "Nanshiungosaurus" bohlini                                                           |
|  |                                                                                      |
|  | Nothronychus graffami                                                                |
|  |                                                                                      |

|  | "Nanshiungosaurus" bohlini |
|  |                            |
|  | Nothronychus graffami      |
|  |                            |

|  | Erlikosaurus                                                                         |
|  |                                                                                      |
|  | \| \| "Nanshiungosaurus" bohlini \| \| \| \| \| \| Nothronychus graffami \| \| \| \| |
|  |                                                                                      |
|  | "Nanshiungosaurus" bohlini                                                           |
|  |                                                                                      |
|  | Nothronychus graffami                                                                |
|  |                                                                                      |

|  | "Nanshiungosaurus" bohlini |
|  |                            |
|  | Nothronychus graffami      |
|  |                            |

|  | Erlikosaurus                                                                         |
|  |                                                                                      |
|  | \| \| "Nanshiungosaurus" bohlini \| \| \| \| \| \| Nothronychus graffami \| \| \| \| |
|  |                                                                                      |
|  | "Nanshiungosaurus" bohlini                                                           |
|  |                                                                                      |
|  | Nothronychus graffami                                                                |
|  |                                                                                      |

|  | "Nanshiungosaurus" bohlini |
|  |                            |
|  | Nothronychus graffami      |
|  |                            |

|  | Erlikosaurus                                                                         |
|  |                                                                                      |
|  | \| \| "Nanshiungosaurus" bohlini \| \| \| \| \| \| Nothronychus graffami \| \| \| \| |
|  |                                                                                      |
|  | "Nanshiungosaurus" bohlini                                                           |
|  |                                                                                      |
|  | Nothronychus graffami                                                                |
|  |                                                                                      |

|  | "Nanshiungosaurus" bohlini |
|  |                            |
|  | Nothronychus graffami      |
|  |                            |

|  | Segnosaurus |
|  |             |
|  | AMNH 6368   |
|  |             |

|  | Erlikosaurus                                                                         |
|  |                                                                                      |
|  | \| \| "Nanshiungosaurus" bohlini \| \| \| \| \| \| Nothronychus graffami \| \| \| \| |
|  |                                                                                      |
|  | "Nanshiungosaurus" bohlini                                                           |
|  |                                                                                      |
|  | Nothronychus graffami                                                                |
|  |                                                                                      |

|  | "Nanshiungosaurus" bohlini |
|  |                            |
|  | Nothronychus graffami      |
|  |                            |

|  | Erlikosaurus                                                                         |
|  |                                                                                      |
|  | \| \| "Nanshiungosaurus" bohlini \| \| \| \| \| \| Nothronychus graffami \| \| \| \| |
|  |                                                                                      |
|  | "Nanshiungosaurus" bohlini                                                           |
|  |                                                                                      |
|  | Nothronychus graffami                                                                |
|  |                                                                                      |

|  | "Nanshiungosaurus" bohlini |
|  |                            |
|  | Nothronychus graffami      |
|  |                            |

|  | Erlikosaurus                                                                         |
|  |                                                                                      |
|  | \| \| "Nanshiungosaurus" bohlini \| \| \| \| \| \| Nothronychus graffami \| \| \| \| |
|  |                                                                                      |
|  | "Nanshiungosaurus" bohlini                                                           |
|  |                                                                                      |
|  | Nothronychus graffami                                                                |
|  |                                                                                      |

|  | "Nanshiungosaurus" bohlini |
|  |                            |
|  | Nothronychus graffami      |
|  |                            |

|  | Erlikosaurus                                                                         |
|  |                                                                                      |
|  | \| \| "Nanshiungosaurus" bohlini \| \| \| \| \| \| Nothronychus graffami \| \| \| \| |
|  |                                                                                      |
|  | "Nanshiungosaurus" bohlini                                                           |
|  |                                                                                      |
|  | Nothronychus graffami                                                                |
|  |                                                                                      |

|  | "Nanshiungosaurus" bohlini |
|  |                            |
|  | Nothronychus graffami      |
|  |                            |

|  | Segnosaurus |
|  |             |
|  | AMNH 6368   |
|  |             |

|  | Erlikosaurus                                                                         |
|  |                                                                                      |
|  | \| \| "Nanshiungosaurus" bohlini \| \| \| \| \| \| Nothronychus graffami \| \| \| \| |
|  |                                                                                      |
|  | "Nanshiungosaurus" bohlini                                                           |
|  |                                                                                      |
|  | Nothronychus graffami                                                                |
|  |                                                                                      |

|  | "Nanshiungosaurus" bohlini |
|  |                            |
|  | Nothronychus graffami      |
|  |                            |

|  | Erlikosaurus                                                                         |
|  |                                                                                      |
|  | \| \| "Nanshiungosaurus" bohlini \| \| \| \| \| \| Nothronychus graffami \| \| \| \| |
|  |                                                                                      |
|  | "Nanshiungosaurus" bohlini                                                           |
|  |                                                                                      |
|  | Nothronychus graffami                                                                |
|  |                                                                                      |

|  | "Nanshiungosaurus" bohlini |
|  |                            |
|  | Nothronychus graffami      |
|  |                            |

|  | Erlikosaurus                                                                         |
|  |                                                                                      |
|  | \| \| "Nanshiungosaurus" bohlini \| \| \| \| \| \| Nothronychus graffami \| \| \| \| |
|  |                                                                                      |
|  | "Nanshiungosaurus" bohlini                                                           |
|  |                                                                                      |
|  | Nothronychus graffami                                                                |
|  |                                                                                      |

|  | "Nanshiungosaurus" bohlini |
|  |                            |
|  | Nothronychus graffami      |
|  |                            |

|  | Erlikosaurus                                                                         |
|  |                                                                                      |
|  | \| \| "Nanshiungosaurus" bohlini \| \| \| \| \| \| Nothronychus graffami \| \| \| \| |
|  |                                                                                      |
|  | "Nanshiungosaurus" bohlini                                                           |
|  |                                                                                      |
|  | Nothronychus graffami                                                                |
|  |                                                                                      |

|  | "Nanshiungosaurus" bohlini |
|  |                            |
|  | Nothronychus graffami      |
|  |                            |